# Aeschynomene parviflora
Aeschynomene parviflora är en ärtväxtart som beskrevs av Marc Micheli. Aeschynomene parviflora ingår i släktet Aeschynomene och familjen ärtväxter. Inga underarter finns listade i Catalogue of Life.